# Hunab Ku
Hunab Ku v mayském nářečí „Jeden bůh“ - předpokládaný nejvýznamnější člen mayského panteonu, bůh stvořitel, který stvořil lidi z kukuřice. Tento bůh v sobě spojoval dva protipóly: zemi a oblohu a jeho symbolem byl pták quetzal a chřestýš.